# Key Performance Indicator
Key performance indicator, viết tắt là KPI, là chỉ số đo lường và đánh giá hiệu quả hoạt động của một bộ phận trong một công ty hoặc sự vận hành của cả công ty. Mỗi bộ phận trong công ty sẽ có những chỉ số KPI khác nhau. 
Ví dụ khi đánh giá sự hiệu quả của toàn bộ máy móc vận hành thì một trong những chỉ số KPI có thể áp dụng là khối lượng sử dụng thực tế chia cho khối lượng sử dụng theo lí thuyết của một chiếc máy.

## Phân loại KPI
KPI định hình một tập hợp những giá trị mà nó đánh giá. Những tập hợp giá trị mà là đầu vào của một hệ thống được gọi là 
Có hai cách tính KPI đó là định tính và định lượng.
- Giá trị định tính dựa trên hoặc bị ảnh hưởng bởi cảm nhận, sở thích hoặc ý kiến cá nhân và được biểu thị qua dạng số hoặc văn bản để diễn giải những chỉ số này.
- Giá trị định lượng không có ảnh hưởng bởi cảm nhận, đánh giá hoặc diễn giải của cá nhân dược biểu hiện qua con số khách quan và được so sánh với một tiêu chí đã quy định trước đó.

## Áp dụng chỉ số KPI
Để áp dụng chỉ số KPI trước hết phải định hình quá trình vận hành trong công ty nào sẽ được nghiên cứu. Quá trình vận hành đã được định hình sẽ được chia ra thành nhiều bộ phận nhỏ. Từng bộ phận nhỏ sẽ được xem xét như một công đoạn của công việc cô lập. Từ đó sẽ dễ dàng định hình chỉ số cho từng công đoạn của công việc.
Phạm vi trong đó chỉ số được đánh giá, sẽ được định nghĩa trong khi công đoạn của công việc được xác định và định nghĩa của KPI cũng được đưa ra dựa trên công đoạn của công việc. Từ đó những chỉ số sẽ rất cụ thể và cả quá trình sản xuất sẽ được đảm bảo bao phủ.
Khi các chỉ số KPI đã được định nghĩa, bước tiếp theo là áp dụng công cụ giám sát KPI. Từ đó có thể thấy được cả một cái nhìn tổng thể về toàn bộ quá trình.